# お笑いサバイバル
『お笑いサバイバル４』（おわらいサバイバル）は、1994年～96年ゴールデンウイークに日本テレビで関東ローカル放送されていたバラエティ番組。予選を突破した数組が場所も知らされずに行き。過酷な移動・クイズ・芸・トレジャーハントしながら総合獲得金額で優勝を決める。優勝者は「ビートたけしのお笑いウルトラクイズ」出場権が与えられる。

## 出演者

### 司会
- ルー大柴
- 大神いずみ（第4回）

#### 出場した芸人
- オアシズ
- よゐこ
- 男同志（第2回優勝）
- アニマル梯団
- 極楽とんぼ
- 海砂利水魚[注 1]
- X-GUN
- 底ぬけAIR-LINE（第3回優勝）
- オセロ
- アンジャッシュ
- お笑いサラダ[注 2]
- 汗かきジジイ
- カッポラポッケ[注 3]
- ゆんぼー
- キッコリーズ
- ふうりんかざん[注 4]
- ニーニーズ
- インパクト
- FOF
- キリングセンス
- ペナルティ
- バナナマン（第4回優勝）
- TIM
- ネプチューン
- 猿岩石
- D.R.U.G.[注 5]
- ポカスカジャン